# Pálida luz en las colinas
Pálida luz en las colinas es la primera novela de Kazuo Ishiguro, ganador del Premio Nobel de Literatura. El libro fue publicado por Faber and Faber en 1982.
Ganó el premio en memoria de Winifred Holtby de 1982. Ishiguro recibió un anticipo de £1000 de los editores Faber and Faber por la novela después de una reunión con Robert McCrum, el editor de obras de ficción. 
Pálida luz en las colinas es la historia de Etsuko, una mujer japonesa de mediana edad que vive sola en Inglaterra, y comienza con una discusión entre Etsuko y su hija menor, Niki, sobre el reciente suicidio de la hija mayor de Etsuko, Keiko.

## Antecedentes
Ishiguro narró en una entrevista las circunstancias en que escribió la novela: 
"Este fue un momento en el que comencé a pensar en cuál iba a ser mi carrera. No había logrado triunfar como músico. Había tenido muchas citas con gente de A&R. Después de dos segundos, decían: "Eso no va a suceder, hombre". Entonces pensé en probar una obra de radio [,,,] Luego, casi por accidente, me encontré con un pequeño anuncio de una maestría en escritura creativa. impartido por Malcolm Bradbury en la Universidad de East Anglia. Me quedé un poco desconcertado cuando me aceptaron, porque de repente se volvió real. Pensé: estos escritores van a escudriñar mi trabajo y será humillante. Alguien me habló de una cabaña en alquiler en medio de la nada en Cornwall que anteriormente había sido utilizada como lugar de rehabilitación para drogadictos. Llamé y dije: Necesito un lugar por un mes porque tengo que aprender a escribir por mi cuenta. Y eso es lo que hice aquel verano de 1979. Fue la primera vez que realmente pensé en la estructura de un cuento. Pasé años descubriendo cosas como el punto de vista, cómo contar la historia, etc. Al final tenía dos historias que mostrar, así que me sentí más seguro." 

## Trama
Está narrada en primera persona por Etsuko, una japonesa que, como Ishiguro, nació en Nagasaki y vive en Inglaterra.
Durante la visita de su hija Niki, Etsuko reflexiona sobre su propia vida cuando era joven en Japón y cómo dejó ese país para vivir en Inglaterra. Como ella misma lo describe, ella y su marido japonés, Jiro, tuvieron una hija juntos, y unos años más tarde, Etsuko conoció a un británico y se mudó con él a Inglaterra. Llevó a su hija mayor, Keiko, a Inglaterra para vivir con ella y su nuevo marido. Cuando Etsuko y su nuevo marido tienen una hija, Etsuko quiere ponerle un nombre algo "moderno" y su marido quiere un nombre que suene oriental, por lo que se comprometen con el nombre "Niki", que a Etsuko le parece perfectamente británico, pero suena para su marido al menos un poco japonés.
En Inglaterra, Keiko se vuelve cada vez más solitaria y antisocial. Etsuko recuerda cómo, a medida que Keiko crecía, se encerraba en su habitación y salía sólo para recoger el plato que su madre le dejaba en la cocina. Este comportamiento perturbador termina, como el lector ya sabe, en el suicidio de Keiko. "Tu padre", le dice Etsuko a Niki, "era bastante idealista a veces... realmente creía que podíamos darle una vida feliz aquí... Pero verás, Niki, lo supe desde el principio. Lo supe todo". ella no sería feliz aquí." 
Etsuko le cuenta a su hija Niki que tenía una amiga en Japón llamada Sachiko. Sachiko tuvo una hija llamada Mariko, una niña a quien Etsuko describe como excepcionalmente solitaria. Sachiko, recuerda Etsuko, había planeado llevar a Mariko a Estados Unidos con un soldado estadounidense identificado sólo como "Frank". Claramente, la historia de Sachiko tiene sorprendentes similitudes con la de Etsuko. La pequeña Mariko parece haber vivido una cruel y dolorosa experiencia, que reduce a la nada, tanto para ella como para su madre, la esperanza de una vida tranquila, lejos de las ataduras de la rígida tradición japonesa.

## Personajes
- Etsuko – protagonista principal; mujer japonesa de mediana edad
- Keiko – la hija mayor de Etsuko que se suicida
- Niki – la segunda hija de Etsuko, de su marido inglés.
- Sachiko – mujer conocida por Etsuko y, posiblemente, una tercera persona en quien Etsuko proyecta malos recuerdos, pensamientos y eventos.
- Mariko – la hija de Sachiko y, posiblemente, una representación de la hija de Etsuko, Keiko.
- Jiro – el primer marido de Etsuko
- Ogata-san – padre de Jiro
- Frank – hombre con el que Sachiko iba a Estados Unidos
- Sra. Fujiwara – la dueña de una tienda de fideos que le dio trabajo a Sachiko.
- Hanada – el amigo de Jiro que amenazó a su esposa con un palo de golf.
- Shigeo Matsuda – un estudiante de la clase de Ogata-san

## Recepción
Sebastian Groes y Barry Lewis señalaron el marco en que transcurren las dos primeras novelas de Ishiguro: "Aunque Ishiguro pertenece a la generación de posguerra, la experiencia de la Segunda Guerra Mundial y otras atrocidades del siglo XX son a menudo el centro de sus obras. Sin embargo, son más tranquilas, menos controvertidas que los de otros escritores de su generación y se centran más en cuestiones y dilemas éticos. Sus dos primeras novelas, Pálida luz en las colinas (1982) y Un artista del mundo flotante (1986), abordan las experiencias bélicas japonesas durante la Segunda Guerra Mundial, en particular las bombas atómicas lanzadas sobre Hiroshima y Nagasaki, y cómo los personajes principales las afrontan. Ambas novelas tratan sobre familias separadas y la búsqueda de identidad." 
En general, la novela fue bien recibida por los críticos, muchos de los cuales elogiaron el tono misterioso de la novela. La New York Review of Books la calificó de "inquietante y tenebrosa. Es una historia de fantasmas, pero el narrador no se da cuenta".  El New York Times dijo que la novela era "infinitamente... misteriosa", y el tono inconsistente del narrador, con las imágenes gráficas del libro se combinaban para crear "el emblema absoluto de nuestro genio de destrucción". 
Ishiguro considera el malogrado el final de la historia: "Le tengo mucho cariño [a esta novela], pero creo que es demasiado desconcertante. El final es casi como un rompecabezas. No veo que aporte nada desde un punto de vista artístico el hecho de confundir a las personas hasta ese punto. Tan solo fue inexperiencia—no ser capaz de juzgar correctamente lo que es demasiado obvio y lo que es sutil—. Incluso en esa época el final me pareció insatisfactorio. " 